# Aplit
Aplit je intruzivna magmatska kamnina (globočnina), v kateri prevladujeta kremen in glinenci. Apliti so običajno zelo finozrnate kamnine bele, sive ali rožnate barve. Zrna niso vidna s prostim očesom. Dajki in tanke žile aplita se običajno pojavljajo v granitiu, manj pogosto tudi v sienitih, dioritih, kremenovih diabazih in gabrih.
Apliti imajo po navadi enako poreklo kot kamnina, v kateri se pojavljajo. Na granitnih področjih so na primer zadnja frakcija, ki je kristalizirala v magmi. Po sestavi ustrezajo skupkom kremenovih glinencev, ki zapolnjujejo vmesne prostore med minerali v glavnem telesu kamnine, ki so kristalizirali pred njimi. Apliti so nekoliko podobni evtektičnim zmesem, ki nastanejo pri ohlajanju raztopin mineralnih soli in ostajajo tekoči, dokler se ne izločijo še zadnji prebitki vseh komponent. Zadnji ostanek kristalizira v masi, ko talina doseže pravo temperaturo in razmerje vseh komponent.
Bistvene komponente aplitov so kremen in alkalni glinenci (običajno ortoklaz ali mikropertit), mikroklin in albit. Kristaljenje je verjetno poteklo zelo hitro, ker so kamnine finozrnate, in skoraj istočasno za vse komponente. Kristali mineralov so zato precej napravilni in tesno stisnjeni drug k drugemu kot fin mozaik s približno enako velikimi zrni. Porfiritski glinenci se pojavljajo priložnostno, kremen pa bolj redko. Apliti, kremenovi porfirji, granofirji in felziti so kljub temu zelo sorodni, ker imajo skoraj enako kemijsko sestavo.
Apliti, ki spremljajo diorite in kremenove diabaze, se v nekaterih ozirih razlikujejo od navadnih aplitov, ki spremljajo granite. Spremljajoči minerali teh kamnin so predvsem oligoklaz, muskovit, apatit in cirkon. Biotit in vsi feromagnezijevi minerali se v njih pojavljajo redko in nikoli v znatnih količinah. Ribekitski graniti imajo zelo veliko skupnega z apliti, kar se kaže prevsem v prevladovanju alkalnih glinencev. V nekaterih aplitih se pojavlja tudi turmalin.
Kamnine iz te skupine so zelo pogoste na vseh področjih, kjer se pojavlja granit. Tvorijo dajke in nepravilne žile, ki imajo premer od nekaj centimetrov do več kot en meter. Čoki ali izbokline so manj pogosti ali pa zasedajo robove ali nepravilne dele notranjosti izdankov granita. Sienitski apliti so sestavljeni večinoma iz alkalnih glinencev, dioritski apliti pa iz plagioklaza. Poznani so tudi nefelinski apliti, ki prepredajo nekatere eleolitske sienite, vsi pa izvirajo iz iste osnovne mase. Z naraščanjem vsebnosti kremena apliti na nekaterih nahajališčih postopoma prehajajo v različke bogate s kremenom in preko njih v kremenove žile.